# Alan Baddeley
Alan David Baddeley FRS, CBE (1934) es un psicólogo británico, profesor de psicología en la Universidad de York. Es conocido por su estudio de la memoria de trabajo y por ser el autor del Modelo de Baddeley-Hitch, modelo que trata de los múltiples componentes.

## Educación
Baddeley se graduó en la University College London en 1956 y obtuvo un máster en el departamento de psicología de la Princeton University en 1957. Fue nombrado doctor en la Universidad de Cambridge en 1962, y se le nombró doctor honorario en la Universidad de Essex en 1999.